# František Dvorský (historik)

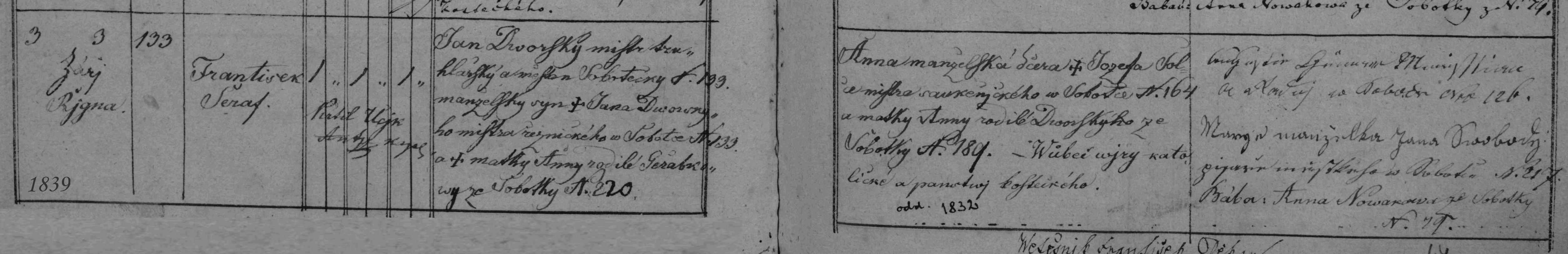
matriční zápis o narození a křtu Františka Dvorského (matrika N 1837-1842 Sobotka (SOA Zámrsk))

František Dvorský (3. října 1839 Sobotka – 28. října 1907 Praha) byl český archivář, historik a spisovatel, ředitel Zemského archivu Království českého.

## Život
Narodil se jako čtvrté dítě rodičům Anně a Janu Nepomuku Ignácovi Dvorským v Sobotce v domě č. p. 133 na náměstí. Měl dvě sestry: Marii a Annu. Třetí sourozenec, bratr Jan, zemřel ve věku 4 let dříve, ještě před narozením Františka Dvorského. Jeho otec byl členem vedení města, hrával ochotnické divadlo a zasloužil se o vznik kamenného divadla v bývalé sobotecké solnici.
Byl dvakrát ženatý. Jeho první žena Aloisie roz. Procházková byla vlastenka a přátelila se s Karolinou Světlou, Eliškou Krásnohorskou či Sofií Podlipskou. Zemřela ve věku 27 let po pětiletém manželství na tuberkulózu.
S druhou ženou Marií roz. Bečvarovskou měl šest dětí, z nichž pouze dvě se dožily vyššího věku.
V Sobotce mu byla odhalena pamětní deska na místě jeho rodného domu na náměstí. Je pochován na Vyšehradě v sousedství hrobů spisovatelů Františka Langra a Karla Čapka.

## Vzdělání
Navštěvoval triviální trojtřídní školu v Sobotce za kostelem. Gymnaziální studia zahájil v Mladé Boleslavi, kde v letech 1851–1853 absolvoval primu a sekundu. Tercii, kvartu a kvintu studoval v letech 1853–1857 na gymnáziu v Jičíně. Zde mezi jeho spolužáky patřili například budoucí spisovatel, novinář a politik Jan Matouš Černý nebo filolog a básník Jindřich Niedrle.
Již ve dvanácti letech byl veden jako člen Matice české, od roku 1854 byl odběratelem časopisu Památky archeologické. Podle dopisu z roku 1856 určenému knihovníkovi Muzea Království českého Václavu Hankovi byl František Dvorský již v této době zapálený pro archiválie.
Od roku 1858 soukromě doplňoval vzdělání na univerzitě v Praze, kde navštěvoval přednášky z historie.

## Zaměstnání
Většinu profesního života (celých 40 let) strávil jako pracovník Zemského archivu Království českého. Podílel se na vzniku mnoha význačných děl (Česká encyklopedie, Ottův slovník naučný, Codex diplomaticus et epistolaris Regni Bohemiae, Monumenta Bohemiae Vaticana res gestas bohemicas illustrantia ad.) a spolupracoval s řadou významných osobností jako např. Tomáš G. Masaryk, Jan Otto, František Palacký, František Ladislav Rieger. Především ale jako ředitel jedné z mála tehdejších vědeckých institucí - Zemského archivu Království českého v Praze spoluvytvářel povahu českého archivnictví a historiografie.
- 1860–1863 – opisoval různé listiny pro Karla Jaromíra Erbena, tehdejšího městského archiváře pražského.
- 1863–1866 – na základě doporučení Františka Palackého, Josefa Emlera, K. J. Erbena a Františka Ladislava Riegra nastoupil do nově vzniklého Zemského archivu Království českého jako provizorní pomocná síla - kopista.
- 1866–1892 – na místě prvního adjunkta Zemského archivu Království českého opisoval složitější listiny, opatřoval opisy regesty, vytvářel lístkový katalog a prováděl výzkum mimopražských archivů.
- Roku 1891 byl zvolen na návrh tří univerzitních profesorů (Josefa Emlera, A. Gindleyho a Josefa Kalouska) mimořádným členem Královské české společnosti nauk.
- 1892–1903 – po smrti dosavadního ředitele Zemského archivu Antonína Gindleyho se stal jeho nástupcem.

Konec kariéry byl poznamenán odbornými neshodami s kolegy a nástupníky, v nichž důležitou roli hrála skutečnost, že neměl vlivem životních okolností formální historické vzdělání.

### Dvorského sbírka
František Dvorský shromáždil velkou sbírku archiválií. V dubnu 2018, když ji chtěl jeho pravnuk prodat, vyšlo najevo, že sbírka obsahovala i řadu velmi cenných historických listin ze Zemského archivu. Jednou z nich byla zakládací listina Univerzity Karlovy z roku 1347. 
Listiny se pak dostaly do Národního archivu, zakládací listina UK už však mezi nimi nebyla. V létě 2018 ji totiž za 20 milionů korun univerzitě nabídl ke koupi starožitník Josef Salmon, kterému se sbírka dostala do rukou (pro urychlení transakce listinu nejprve koupila J&T Banka, od ní pak univerzita). 
V únoru 2019 policie Salmona obvinila z praní špinavých peněz, neboť podle ní získal peníze z prodeje kradené věci. V roce 2021 ho soud uznal vinným z podílnictví (tím, že měl prospěch z prodeje věci, o níž věděl, že je kradená). Dostal tříletý podmíněný trest. Dále musí zaplatit pokutu ve výši 5 milionů korun a 20 milionů za zakládací listinu vrátit Univerzitě Karlově.

## Dílo

### Knižní práce
- Albrecht z Valdštejna až na konec roku 1621, Praha: Česká akademie císaře Františka Josefa pro vědy, slovesnost a umění, 1892.
- O úpadku národa českého, Praha: J. Otto, Osvěta lidu č. 3-4. 82 s., 1872.
- Historické doklady k záměrům Albrechta z Valdštýna a jeho spojenců, Praha: E. Grégr, 52 s., 1867.
- Neues über J. Kepler, Praha: J. Otto, 44 s., 1880.
- Harantova žena. Truchlohra /s Eliškou Krásnohorskou/, Praha: J. Otto, 93 s., 1881.
- Naše staré obrázky. Povídky od Františka Dvorského I. a II., Praha: Spolek pro vydávání laciných knih českých, 1879.
- O úpadku národa českého, Praha: J. Otta, 1872.
- Perchta z Rožmberka, zvaná Bílá paní. Historický kulturní obraz, Praha: Matice lidu 8, č. 2, 156 s., 1874.
- Zuzana Černínová z Harasova. Dopisy české šlechtičny z polovice 17. století, Praha: Ed. Valečka, 336 s., 1886.
- Listy paní Kateřiny z Žerotína rozené z Valdštejna 1631-1635. 2 sv., Praha: I. třída ČAVU, Historický archiv, č. 3 a č. 7, 11+325+360 s., 1894-95.

### Heslo pro Ottův slovník naučný
- Bílá hora. In: OSN, sv. 4, Praha 1891, s. 42-49.

### Edice Sněmy české od léta 1526 až po naši dobu
- (Díl 1–7 redigoval s Ant. Gindelym)
- Díl I., 1526–1545, 645 s., 1877
- Díl II., 1546–1557, 831 s., 1880
- Díl III., 1558–1573, 800 s., 1884 a další.

### Divadelní hry
- Drahomíra (s J. N. Dvorským), Městské divadlo Sobotka, 1862. Tisk 1863.
- Harantova žena. Truchlohra /s Eliškou Krásnohorskou/, Národní divadlo Praha, připravováno 1881, uvedení zakázáno.
- Oběť a smír, Prozatímní divadlo, Praha, 1863.

### Noviny, časopisy, sborníky, almanachy - krátký výčet
- Berně domovní roku 1571. PAM 8, sl. 386, 1868-69.
- Eugen Černín z Chudenic. Světozor 1, č. 17, s.163-166, 1867.
- Bitva na Bílé hoře. Osvěta 1, s. 321-338, 1871.
- Hlas staročeského pána o věcech domácích. Národ 1, č. 227, 11.9, s.1., 1864.
- Židé v Čechách a husitství. Českožidovské listy 9, č. 13, 1. 7., s. 81-89, 1903.

### EditorArchivu českého
- Výpisy z českých register královských roku 1498 do 1502
- Dopisy pana Zdeňka Lva z Rožmitála z let 1520–1526
- Dopisy pana Zdeňka Lva z Rožmitála z roku 1526
- Dopisy pana Zdeňka Lva z Rožmitála z let 1526–1528
- Dopisy pana Zdeňka Lva z Rožmitála z let 1530–1532
- Dopisy pana Zdeňka Lva z Rožmitála z let 1532–1535
- Dopisy kněží Šimona z Habru a Jana faráře Německo-Brodského o rozdílech ve víře z let 1528–1529
- Dopisy pana Viléma z Pernšteina z let 1480–1521
- Listinář pana Viléma z Pernšteina z let 1304–1501
- Dodatek k dopisům Viléma z Pernšteina z let 1496–1511
- Dodatek k listináři pana Viléma z Pernšteina z let 1472–1518
- Listinář pana Viléma z Pernšteina z let 1501–1521
- Urbář panství Hlubockého založený roku 1490
- Urbář panství Pardubického a Kunětickohorského založený po roce 1494
- Registra rybničná na panství Kunětickohorském, Pardubickém a Novobydžovském z let 1494–1520
- Z register zápisův o prodeji statků na panství Kunětickém a Pardubském od roku 1508
- Dopisy pánův Jana a Vojtěcha z Pernšteina z let 1509–1548
- Listiny pánův Jana a Vojtěcha z Pernšteina 1491–1548
- Tři vášnivé projevy z války za krále Jiřího z let 1467, 1468 a 1469